# Silvania
Silvania es un municipio colombiano del departamento de Cundinamarca, ubicado en la Provincia del Sumapaz, a 44 km de Bogotá. 

## Toponimia

### Origen lingüístico[3]
- Familia lingüística: Indoeuropea
- Lengua: Latín

### Significado
Silvania nace en el término latino silva que significa "selva", "floresta". Silvania proviene de la palabra Silvanus, que era el nombre del dios romano de los campos, las florestas y los ríos.

### Origen / Motivación
El nombre de la población le fue dado en honor a Ismael Silva, quien realizó la fundación oficial del caserío con la construcción de las primeras casas.

## Historia
En la época precolombina, el territorio del actual municipio de Silvania estuvo habitado por los Sutagaos. En 1608 fueron adjudicadas estancias de ganado a Francisco Gómez de la Cruz, que tiempo después se convirtieron en la Hacienda El Chocho. 
El 21 de febrero de 1935, bajo la dirección de Ismael Silva, fue fundado el nuevo pueblo, iniciando el trazado del parque principal y las principales calles. Ese año se construyeron seis casas, que fueron las primeras del municipio. El 10 de febrero de 1936 los directores del Comité Central de Silvania expedía, al cumplir su primer año, el nombre de Silvania, como reconocimiento y en gratitud de los esfuerzos del fundador de este centro poblado.

## Geografía

### Límites
| Noroeste: Granada | Norte: Granada              | Nordeste: Sibaté                         |
| Oeste: Viotá      |                             | Este: Sibaté (Centro poblado San Miguel) |
| Suroeste: Tibacuy | Sur: Fusagasugá (Río Subia) | Sureste: Fusagasugá (Río Bravo Blanco)   |

### División Político-Administrativa
Además de su Cabecera municipal, tiene bajo su jurisdicción los siguientes centros poblados: Aguabonita, Azafranal y Subia
Además, el municipio está compuesto con las siguientes veredas: San José, Panamá, Lomalta, Yayata, Quebrada Honda, Azafranal, Subía, Noruega, Jalisco, Aguabonita, Santa Rita, La Victoria y San Luis.

## Turismo
Dentro de los atractivos turísticos se encuentran gran variedad de alimentos, platos típicos de la región, fábricas de muebles hechos en mimbre y otros artículos de mano de obra artesanal, además de sitios de recreación y descanso.[cita requerida]

## Movilidad
A Silvania se llega por la Ruta Nacional 40 desde Soacha hasta el casco urbano silvanense. También dispone desde allí vía para los vecinos municipios de Viotá, Tibacuy, Tocaima y El Colegio.

## Servicios

### Educación
- Institución Educativa Departamental Santa Inés
- Institución Educativa Rural Departamental Agua de Bonita.
- Institución Educativa Departamental de Subía.

## Galería
|                             |
| <Silvania en los años 1950. |

|                |
| Club El Bosque |

|                                     |
| Vista del sector rural de Silvania. |

|                                                                     |
| Orquídea, la flor nacional de Colombia, en el municipio de Silvania |

## Servicios públicos
- Energía Eléctrica: Enel, es la empresa prestadora del servicio de energía eléctrica.
- Gas Natural: Alcanos de Colombia es la empresa distribuidora y comercializadora de gas natural en el municipio.